# Alejandro Sabella
Alejandro Javier Sabella (* 5. November 1954 in Buenos Aires; † 8. Dezember 2020 ebenda) war ein argentinischer Fußballspieler und -trainer.
Als Spieler gewann er in den 1970er Jahren drei argentinische Meistertitel mit CA River Plate und Anfang der 1980er Jahre zwei weitere mit Estudiantes de La Plata. Als Trainer wurde er mit Estudiantes 2011 argentinischer Meister, nachdem er bereits zwei Jahre zuvor mit dem Verein die Copa Libertadores gewonnen hatte. Er war von 2011 bis 2014 Trainer der argentinischen Nationalmannschaft, mit der er bei der Weltmeisterschaft 2014 in Brasilien das Endspiel gegen Deutschland mit 0:1 verlor.

## Werdegang

### Spielerkarriere
Sabella begann in den frühen 1970ern in der Jugendmannschaft seines Heimatvereins River Plate als offensiver Mittelfeldspieler. Nach dem Transfer von Norberto „Beto“ Alonso zu Olympique Marseille, der zuvor auf seiner Position spielte, hatte er 1977 als „elegante Nummer 10“ entscheidenden Anteil am Gewinn der Torneo Metropolitano. Nach der Rückkehr Alonsos musste er aber dennoch wieder mit einem Platz auf der Ersatzbank vorliebnehmen.
Im Juli 1978 wechselte er für £160,000 zu Sheffield United in die zweithöchste englische Liga, nachdem diese den damals 18-jährigen Maradona nicht verpflichten konnten. Mit Sheffield stieg Sabella, in England Alex Sabella genannt, in seiner ersten Saison in die Dritte Division ab, blieb aber noch ein weiteres Jahr. Der Verein erreichte hier nur den zwölften Platz. Sabella blieb aber bei Sheffield United nachhaltig in Erinnerung und wurde 2000 in die „Mannschaft des Jahrhunderts“ des Vereins gestellt.
1980 wechselte er für £400,000 zu Leeds United in die erste englische Liga, nachdem er vorher einen Wechsel für £600,000 zum Zweitligisten Sunderland AFC abgelehnt hatte. Mit Leeds wurde er in der ersten Saison Neunter in der Liga und erzielte zwei Treffer in 23 Partien. In der neuen Saison kam er nicht mehr zum Einsatz.
Carlos Bilardo, Trainer von Estudiantes de La Plata, vermochte die Rechte an ihm für 2.000 US-Dollar für den Verein zu erstehen. So verabschiedete er sich von Leeds im Dezember 1981 und kehrte er nach nur eineinhalb Jahren in West Yorkshire nach Argentinien zurück. Mit Estudiantes gewann er 1982 das Torneo Metropolitano, wenngleich er hier im Finale verletzungsbedingt nicht mitspielen konnte, und 1983 die nationale Meisterschaft. Für Estudiantes waren es die ersten Meistertitel seit dem bis dahin einzigen nationalen Triumph 1967.
1983 wurde er vom nunmehrigen Nationaltrainer Bilardo in die argentinische Fußballnationalmannschaft berufen und nahm an allen Spielen bei der Copa América 1983 teil, wo Argentinien bereits in der Gruppenphase hinter Brasilien ausschied. Insgesamt bestritt Sabella bis 1984 acht Spiele für Argentinien.
Von 1985 bis 1986 spielte er in Brasilien bei Grêmio Porto Alegre und gewann mit dem Verein in beiden Jahren das Campeopnato Gáucho, die Staatsmeisterschaft von Rio Grande do Sul. Noch 1986 kehrte er nach Buenos Aires zurück, wo er zunächst erneut für Estudiantes antrat, ehe er 1987 zu Ferro Carril Oeste wechselte. 1989 hatte er noch ein Engagement in Mexiko bei CD Irapuato, wo er im folgenden Jahr seine Spielerkarriere beendete.
Aufgrund seiner bedächtigen Spielweise erhielt er als Spieler den Spitznamen Pachorra (zu Deutsch: „Trägheit“).

### Trainerkarriere

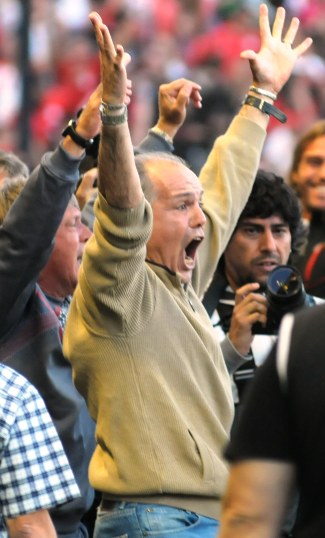
Sabella, 2010

Nach dem Ende seiner aktiven Zeit arbeitete er zunächst als Co-Trainer von Daniel Passarella für River Plate (1989–1994), die argentinische Fußballnationalmannschaft (1994–1998), die uruguayische Fußballnationalmannschaft (2000–2001), den FC Parma (2001), CF Monterrey (2003), Corinthians São Paulo (2005) und erneut River Plate (2006–07).
Von 2009 bis 2011 war er Trainer von Estudiantes de La Plata und gewann mit dem Verein nach einem 2:1-Sieg beim Cruzeiro EC in Belo Horizonte auf Anhieb die Copa Libertadores 2009. Bei der anschließenden Klub-Weltmeisterschaft unterlag Estudiantes im Finale dem FC Barcelona erst in der Verlängerung mit 1:2, was ihm seinen zweiten Spitznamen el Mago (der Magier) einbrachte. 2010 gewann er mit Estudiantes das Torneo Apertura der argentinischen Meisterschaft, die fünfte Meisterschaft der Vereinsgeschichte.
Er hatte bereits eine Vereinbarung mit Al-Jazira Club aus Abu Dhabi in den Emiraten getroffen, als er im Juli 2011 nach dem Viertelfinalaus Argentiniens bei der Copa América 2011 zum Nachfolger von Sergio Batista bestellt wurde. In der Qualifikation zur Fußball-Weltmeisterschaft 2014 belegte er mit Argentinien den ersten Platz. Bei der Endrunde in Brasilien zog er mit der Albiceleste nach einem 4:2-Halbfinalerfolg im Elfmeterschießen über die Niederlande in das Finale ein. Dort unterlag Argentinien Deutschland in der Verlängerung mit 0:1. Zu den bekanntesten Spielern der Argentinier gehörten hier Lionel Messi, der Verteidiger Javier Mascherano und die Stürmer Gonzalo Higuain und Sergio Agüero. Am 30. Juli 2014 trat Sabella als Nationaltrainer zurück und überließ seinen Platz Gerardo Martino.
Im August 2015 wurde seine Bestellung zum Nationaltrainer von Saudi-Arabien verkündet, doch wenige Tage darauf wurde das Scheitern der Verhandlungen verlautbart. 2016 erkrankte er an Kehlkopfkrebs, was das Ende für eine weitere Trainertätigkeit bedeutete.
Nachdem er bereits ab Ende November 2020 in einem Krankenhaus in Buenos Aires behandelt worden war, starb er dort am 8. Dezember 2020 im Alter von 66 Jahren an den Folgen eines Herzleidens. Nachdem er in der Hauptgeschäftsstelle des argentinischen Fußballverbandes aufgebahrt wurde, fand er auf dem Cementerio Parque Campanario im Süden der Provinz Buenos Aires in der Nähe von La Plata seine letzte Ruhestätte.

## Erfolge

### Als Spieler
- Gewinn der Argentinischen Meisterschaft mit River Plate
  - Primera División Argentina 1975,
  - Nacional 1975
  - Primera División Argentina 1977
- Gewinn der Argentinischen Meisterschaft mit Estudiantes de La Plata:
  - Primera División Argentina 1982, 1983
- Grêmio Foot-Ball Porto Alegrense
  - Staatsmeisterschaft von Rio Grande do Sul: 1985, 1986

### Als Trainer
- Nationalmannschaft von Argentinien
  - Vizeweltmeister 2014
- Estudiantes de La Plata
  - Copa Libertadores: 2009
  - Argentinischen Meisterschaft (Torneio Apertura): 2010